# قطعنامه ۱۲۴۲ شورای امنیت
قطعنامه ۱۲۴۲ شورای امنیت سازمان ملل متحد که در تاریخ ۲۱ مه ۱۹۹۹ تصویب شد، سندی بین‌المللی دربارهٔ بررسی وضعیت میان عراق و کویت است. این قطعنامه طی نشست ۴۰۰۸ام با ۱۵ رای موافق، ۰ مخالف و ۰ ممتنع تصویب شد.